# Casa de Priego

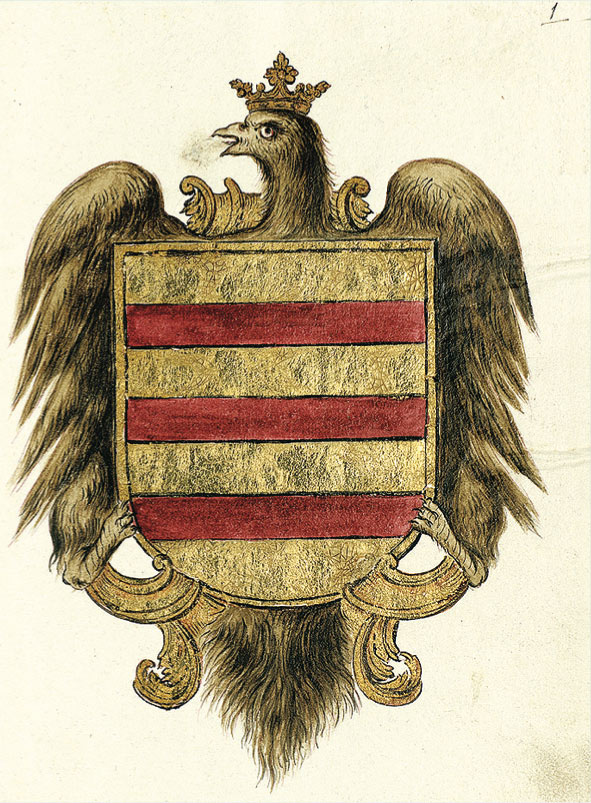
Escut de la Casa de Priego

La Casa de Priego, també coneguda com a Casa d'Aguilar, és una casa nobiliària espanyola originària de la Corona de Castella. Els seus noms provenen del "Señorío de Aguilar" i del Marquesat de Priego, el títol que ostenta el cap de la casa, mentre que el Marquesat de Montalbán, era la dignitat que tradicionalment portava el seu hereu. Un dels seus membres més destacats va ser Gonzalo Fernández de Córdoba, conegut com "el Gran Capità", fundador de la Casa de Sessa.
La Casa de Priego és la branca principal del llinatge dels Fernández de Córdoba, que va originar nombroses branques secundàries, com són la Casa de Sessa, la Casa de Cabra i la Casa de Comares. Avui en dia, la Casa de Priego està unida a la Casa de Medinaceli.